# Phyllocoptes adalius
Phyllocoptes adalius är en spindeldjursart som beskrevs av Hartford Hammond Keifer 1939. Phyllocoptes adalius ingår i släktet Phyllocoptes, och familjen Eriophyidae. Arten är reproducerande i Sverige.